# Bettina Skrzypczak
Bettina Skrzypczak (ur. 25 stycznia 1963 w Poznaniu) – polska kompozytorka, muzykolog, teoretyk muzyki i pedagog; od 1988 mieszka na stałe w Szwajcarii.

## Życiorys
Studiowała w Akademii Muzycznej w Poznaniu kompozycję i teorię muzyki pod kierunkiem Andrzeja Koszewskiego. Następnie w latach 1988–1992 kontynuowała studia w Musik-Akademie der Stadt Basel z zakresu muzyki elektronicznej u Thomasa Kesslera i kompozycji u Rudolfa Kelterborna. Studiowała również muzykologię u J. Stenzla na Uniwersytecie we Fryburgu. W latach 1984–1988 uczestniczyła w Międzynarodowych Letnich Kursach dla Młodych Kompozytorów w Kazimierzu Dolnym prowadzonych m.in. przez H. Pousseura, L. Nono, W. Lutosławskiego, I. Xenakisa. 
Od 1995 wykłada teorię, historię i estetykę muzyczną w Hochschule für Musik w Lucernie, od 1999 jako profesor. Ponadto prowadziła wykłady i warsztaty kompozytorskie m.in. w Boswil (1999), Warszawie (2003) i Darmstadcie (2004).
Skrzypczak otrzymuje zamówienia twórcze m.in. od Biennale w Wenecji, Festiwalu „Warszawska Jesień”, szwajcarskiego radia DRS, Fundacji „Pro Helvetia”, Gesellschaft für Kammermusik z Bazylei, Basel Sinfonietta, Basler Madrigalisten, Tage für neue Musik, francuskiego Ministerstwa Kultury, Opery Bawarskiej.

## Nagrody i wyróżnienia
(na podstawie materiałów źródłowych}
- 1988 – laureatka Muzycznego Biennale w Zagrzebiu, za utwór Verba (1987)
- 1990 – nagroda w Konkursie Młodych Kompozytorów im. Tadeusza Bairda w Warszawie, za Trio na perkusję (1990)
- 1992 – wyróżnienie na Międzynarodowej Trybunie Kompozytorów UNESCO w Paryżu, za II Kwartet smyczkowy (1991)
- 1994 – wyróżnienie na Konkursie Kompozytorskim w Mannheim, za utwór Variabile (1991)
- 1996 – laureatka nagrody kulturalnej miasta Bazylea
- 2001 – laureatka nagrody kantonu i miasta Lucerna
- 2004 – laureatka nagrody wydziału kultury miasta Riehen za osiągnięcia w dziedzinie kultury i sztuki
- 2020 – Heidelberger Komponistinnenpreis

## Twórczość
Sednem jej aktywności kompozytorskiej jest projektowanie muzycznej przestrzeni i strukturyzowanie brzmienia. Robi to w sposób przypominający polski sonoryzm lat 60. Ekspresywnie kształtowany przez kompozytorkę strumień dźwięków znosi granicę między melodyką a harmoniką, nadając idiomatyczność jej muzycznemu językowi. Jej utwory, obok klasycznych gatunków muzycznych, jak  koncerty instrumentalne czy kwartety smyczkowe, podejmują próbę zaprezentowania zjawisk naukowych (Phototaxis, 2003) i kosmologicznych (SN 1993J, 1995).
Skrzypczak jest też autorką publikacji na temat muzyki współczesnej

## Kompozycje
(na podstawie materiałów źródłowych}
- I Kwartet smyczkowy (1986)
- What Is Black, What Is White? na duo perkusyjne (1987)
- Verba na orkiestrę (1987)
- ABC na taśmę (1987)
- Trio na perkusję (1990)
- II Kwartet smyczkowy (1991); wyk. „Warszawska Jesień” 1992
- Variabile na orkiestrę (1991)
- Landschaft des Augenblicks, pięć pieśni na mezzosopran, altówkę i fortepian (1991–1992)
- Notturno na flet (1992)
- Caleidoscopio na orkiestrę smyczkową (1992)
- III Kwartet smyczkowy (1993); wyk. „Warszawska Jesień” 1997
- Nonet na instrumenty dęte blaszane (1994)
- Acaso na chór, klarnet, wiolonczelę i perkusję (1994)
- Decision na oktet dęty i kontrabas (1994)
- SN 1993 J na orkiestrę (1995)
- Koncert na obój i orkiestrę (1996)
- Fantazja na temat krajobrazów polskich na obój solo (1997)
- Koncert na fortepian i orkiestrę (1998)
- Toccatta sospesa na flet i 2 perkusje (1999); wyk. „Warszawska Jesień” 2001
- Miroirs na mezzosopran i zespół kameralny (2000); wyk. „Warszawska Jesień” 2003
- Arcato na altówkę solo (2000)
- Mouvement für Flöte solo (2000)
- Mazurek na akordeon solo (2000)
- Scena na skrzypce i wiolonczelę (2001)
- Cercar na gitarę preparowaną solo (2001)
- Vier Figuren na zespół (18 muzyków) w trzech grupach (2001); wyk. „Warszawska Jesień” 2005
- Pieśni Dafne na fortepian (2002)
- Amoureske na violę d’amore (2003)
- Phototaxis na orkiestrę smyczkową (2003)
- Weissagung – eine komponierte Improvisation für das „quartet noir” na fortepian, kontrabas, saksofon i perkusję (2003)
- In un soffio na kwintet dęty (2003)
- IV Kwartet smyczkowy (2003)
- Lettres na sopran, klarnet i wiolonczelę (2004)
- Aria na 2 saksofony basowe (2004)
- Initial na małą orkiestrę (2005)
- Flash na perkusję solo (2007)
- anomalia Lunae media na sopran, baryton i 15 instrumentów (2007)
- Illuminationen na klarnet, wiolonczelę i fortepian (2008)
- Aus der Ferne na wiolonczelę i fortepian (2011)
- ...e subito parlando na fortepian i kwintet dęty (2012)
- As to Feeling na zespół smyczkowy (2013)
- Oracula Sibyllinana mezzosopran i orkiestrę kameralną (w 3 grupach) (2015)
- Szene 2 na skrzypce i wiolonczelę (2015)